# Woolworth Building

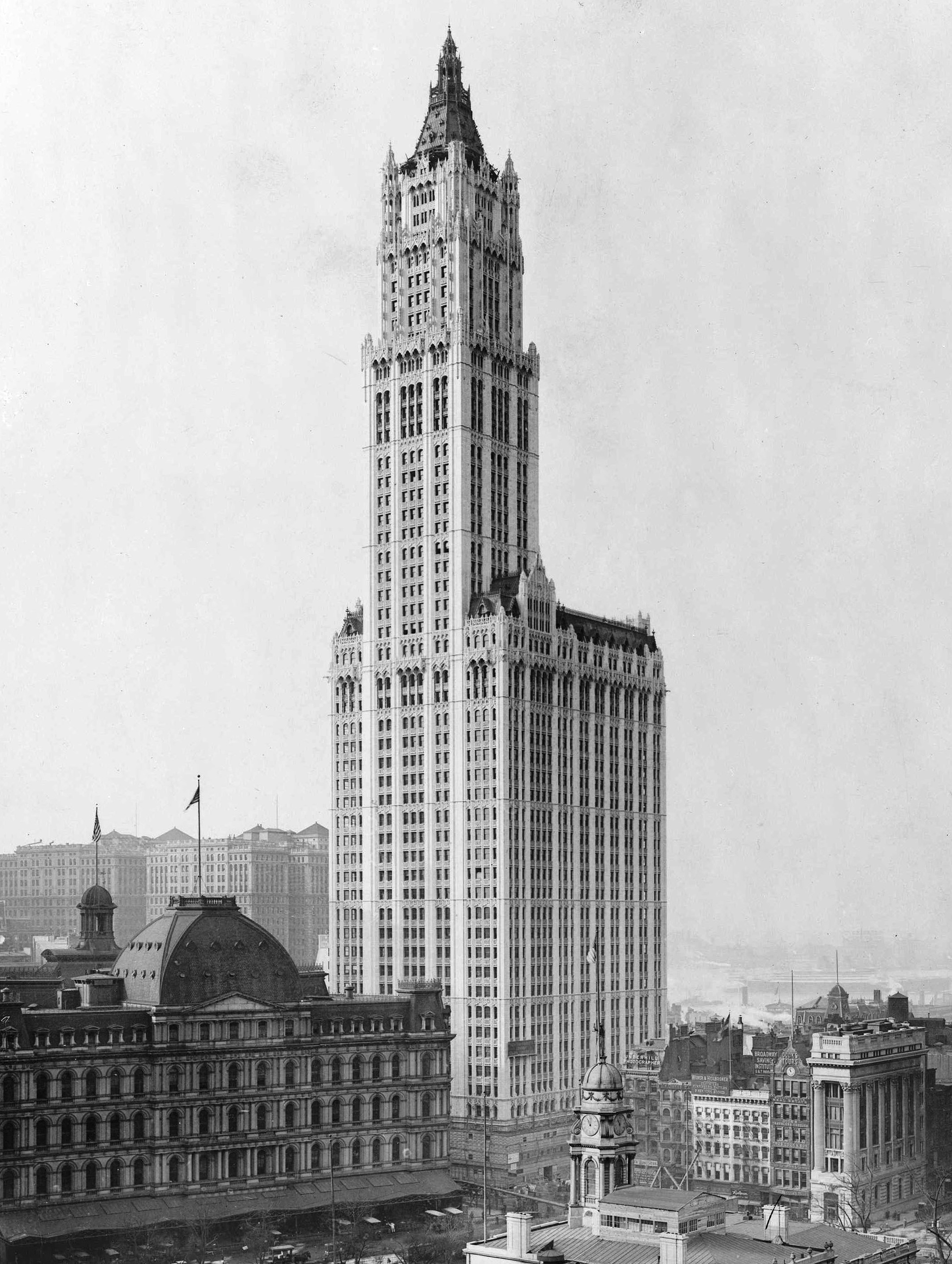
Woolworth Building, 1913

Woolworth Building este o clădire ce se află în New York City.